# Södra Vadsbo kontrakt
Södra Vadsbo kontrakt var ett kontrakt i Skara stift inom Svenska kyrkan. Kontraktet upphörde 31 december 1961.

## Administrativ historik
Kontraktet omfattade från 1885
- Fägre församling som vid upplösningen 1962 övergick till Mariestads kontrakt
- Trästena församling som vid upplösningen 1962 övergick till Mariestads kontrakt
- Hjälstads församling som vid upplösningen 1962 övergick till Mariestads kontrakt
- Vads församling  som vid upplösningen 1962 övergick till Mariestads kontrakt
- Sveneby församling  som vid upplösningen 1962 övergick till Mariestads kontrakt
- Mo församling som vid upplösningen 1962 övergick till Mariestads kontrakt
- Götlunda församling som vid upplösningen 1962 övergick till Mariestads kontrakt
- Flistads församling  som vid upplösningen 1962 övergick till Mariestads kontrakt
- Värings församling som vid upplösningen 1962 övergick till Billings kontrakt
- Locketorps församling som vid upplösningen 1962 övergick till Billings kontrakt
- Bällefors församling  som vid upplösningen 1962 övergick till Mariestads kontrakt
- Ekeskogs församling  som vid upplösningen 1962 övergick till Mariestads kontrakt
- Beatebergs församling  som vid upplösningen 1962 övergick till Mariestads kontrakt
- Karlsborgs församling som vid upplösningen 1962 övergick till Kåkinds kontrakt
- Undenäs församling som vid upplösningen 1962 övergick till Vadsbo kontrakt
- Ransbergs församling som vid upplösningen 1962 övergick till Kåkinds kontrakt
- Mölltorps församling som vid upplösningen 1962 övergick till Kåkinds kontrakt
- Halna församling som vid upplösningen 1962 övergick till Vadsbo kontrakt